# Simon Nielsen
Simon Nielsen (ur. 1 października 1990 w Stenlille) – duński żużlowiec.

## Życiorys
W 2007 roku zwyciężył w turnieju Individual Speedway FIM Youth Gold Trophy 80 cc.

## Przynależność klubowa
Polska
- Start Gniezno (2008)
- WTS Wrocław (2011)

Wielka Brytania
- Workington (2011)
- Leicester (2012–2013)
- Plymouth (2013)

## Osiągnięcia
Drużynowe mistrzostwa Europy juniorów
- Rawicz 2008 – brązowy medal
- Holsted 2008 – brązowy medal